# Parungsari (Wanasalam)
Parungsari is een bestuurslaag in het regentschap Lebak van de provincie Banten, Indonesië. Parungsari telt 2504 inwoners (volkstelling 2010).